# Grab des Semerchet

Plan des Grabes von Semerchet

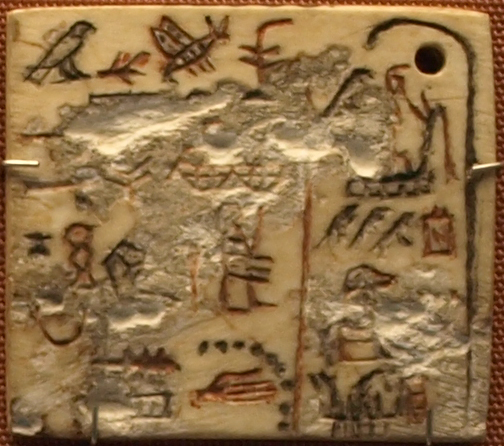
Elfenbeintäfelchen aus dem Grab des Semerchet

Das Grab des Semerchet (Grab U) befindet sich in Abydos (Ägypten) in dem als Umm el-Qaab bezeichneten Teil der Nekropole. Semerchet war der vorletzte Herrscher der 1. Dynastie und regierte um 2850 v. Chr.
Das Grab wurde zunächst vom französischen Archäologen Émile Amélineau in den Jahren 1895 bis 1896 freigelegt; weitere Untersuchungen fanden von 1899 bis 1900 durch Flinders Petrie und zuletzt in den Jahren 1998 bis 2005 durch das Deutsche Archäologische Institut (Kairo) statt.
Der Grabbau misst 26 × 18 m und ist aus Lehmziegeln errichtet. Der Eingang des Grabes liegt im Osten. Die Grabkammer in der Mitte des Baues ist 16,5 × 7,5 m groß. Um diese herum sind 69 kleine Kammern angeordnet, von denen wahrscheinlich 67 Grabkammern Nebenbestattungen darstellten. Bei den beiden verbleibenden Kammern handelt es sich vermutlich um Magazine. Hier ist die Reihe der Nebenbestattungen unterbrochen.
Bei den Nebenbestattungen fanden sich sieben Stelen, die einzelnen Gräbern zugeordnet werden konnten. Andere Stelen konnten keinem bestimmten Grab zugewiesen werden. Zwei Stelen gehörten einem Zwerg namens Nefer. In der Tat fand sich in einer der Nebenbestattungen das Skelett eines Zwerges.
Die Grabkammer des Herrschers fand sich in einem schlechten Zustand und war nach den Angaben von Amélineau vollkommen ausgebrannt. Der Boden der Grabkammer war einst mit Holz ausgelegt, wie wenige Reste zeigen. Von der einstigen Grabausstattung fanden sich nur noch geringe Reste, dazu gehören Beine von Möbeln, Einlagen, vielleicht von Truhen und aufwändige Holzschnitzereien, die wahrscheinlich auch von Möbeln stammen. Es fanden sich verschiedene beschriftete Elfenbeintäfelchen und zahlreiche mit Ritzinschriften versehene Gefäßfragmente. Sie nennen fast ausschließlich den Horusnamen des Königs. Beim Grab fand sich auch eine Stele des Herrschers.
Es gibt Anzeichen, dass die Grabanlage in Eile fertiggestellt wurde. Zahlreiche Nebengräber sind nicht verputzt und beim Eingang zum Grab handelt es sich nicht um eine Treppe (wie sie bei den anderen königlichen Gräbern seit Den üblich ist), sondern um eine einfache Rampe.
Die Grabanlage wurde im Mittleren Reich (ca. 2000 bis 1800 v. Chr.) restauriert.
Zu den Königsgräbern in Abydos gehörte in der Regel auch ein Talbezirk. Der des Semerchet konnte bisher jedoch nicht mit Sicherheit identifiziert werden.